# Femtekollen
Der Femtekollen (norwegisch für Fünfter Hügel) ist ein Presseisrücken vor der Prinzessin-Martha-Küste des ostantarktischen Königin-Maud-Lands. Er ragt zwischen der Lasarew-Kuppel und der Komsomol-Halbinsel im Osten des Vidisen auf.
Wissenschaftler des Norwegischen Polarinstituts benannten ihn 2016 so, weil er zwischen dem Fimbul-Schelfeis und der Komsomol-Halbinsel der fünfte Presseisrücken ist.